# Osvaldo Brandão
Osvaldo Brandão (Taquara, Brasil, 18 de septiembre de 1916-São Paulo, Brasil, 29 de julio de 1989) fue un futbolista y entrenador de fútbol brasilero. 

## Trayectoria
Tuvo un breve pasaje como futbolista por el Palmeiras de Brasil. En su vasta carrera como entrenador cabe el mérito de haber dirigido a la selección de su país. En su país entrenó a Palmeiras, Santos, Portuguesa, Corinthians, San Pablo y Cruzeiro. Mientras que en el exterior dirigió en dos oportunidades al Independiente de Avellaneda y al Peñarol de Montevideo.

### En Peñarol
Durante su etapa en Peñarol, fue designado por la directiva para realizar la transición que el club debía vivir en su plantel principal, teniendo por un lado, las salientes figuras participantes en las campañas de la década de los 60, en la cual el club ganara numerosos títulos a nivel local e internacional, y una nueva camada de jugadores que le darían alivio económico a la institución.

## Clubes

### Como jugador
| Club          | País   | Año       |
| ------------- | ------ | --------- |
| Internacional | Brasil | 1937-1942 |
| Palmeiras     | Brasil | 1942-1946 |

### Como entrenador
| Club                | País      | Año       |
| ------------------- | --------- | --------- |
| Palmeiras           | Brasil    | 1945      |
| Palmeiras           | Brasil    | 1947-1948 |
| Santos              | Brasil    | 1948-1950 |
| Portuguesa          | Brasil    | 1951-1953 |
| Corinthians         | Brasil    | 1954-1957 |
| Selección brasilera | Brasil    | 1955-1956 |
| Palmeiras           | Brasil    | 1958-1960 |
| Independiente       | Argentina | 1961-1963 |
| São Paulo           | Brasil    | 1963      |
| Corinthians         | Brasil    | 1964-1966 |
| Independiente       | Argentina | 1967      |
| Corinthians         | Brasil    | 1968      |
| Peñarol             | Uruguay   | 1969-1970 |
| São Paulo           | Brasil    | 1971      |
| Palmeiras           | Brasil    | 1971-1975 |
| Selección brasilera | Brasil    | 1975-1977 |
| Corinthians         | Brasil    | 1977-1978 |
| Palmeiras           | Brasil    | 1980      |
| Corinthians         | Brasil    | 1980-1981 |
| Cruzeiro            | Brasil    | 1984      |

- Datos: Q2659719